# Ocyptamus trilobus
Ocyptamus trilobus är en tvåvingeart som först beskrevs av Hull 1944.  Ocyptamus trilobus ingår i släktet Ocyptamus och familjen blomflugor. Inga underarter finns listade i Catalogue of Life.